# خوان فيسنت ليزكانو
خوان فيسنت ليزكانو (بالإسبانية: Juan Lezcano)‏ مواليد 5 أبريل 1937 في باراغواي - الوفاة 6 فبراير 2012، كان لاعب كرة قدم باراغواياني كان يلعب في مركز الدفاع. سبق له أن لعب في كأس العالم لكرة القدم مع منتخب بلاده في مونديال 1958.

## روابط خارجية
- خوان فيسنت ليزكانو على موقع الاتحاد الدولي (مؤرشف)  (الإنجليزية)
- خوان فيسنت ليزكانو على موقع قاعدة بيانات كرة القدم.إي يو (الإنجليزية)
- خوان فيسنت ليزكانو على موقع ناشيونال فوتبول تيمز (الإنجليزية)
- خوان فيسنت ليزكانو على موقع عالم كرة القدم.نت (الإنجليزية)